# Ixora mercaraica
Ixora mercaraica là một loài thực vật có hoa trong họ Thiến thảo. Loài này được T.Husain & S.R.Paul mô tả khoa học đầu tiên năm 1986.